# 九台街道
九台街道，是中华人民共和国吉林省长春市九台区下辖的一个乡镇级行政单位。2023年3月17日行政区划调整。调整后，管辖范围为东至营城街道，西至九郊街道，南至吉长铁路线，北至苇子沟街道。

## 行政区划
九台街道下辖以下地区：
西城社区、银河社区、新风社区、临街社区、光明社区、民乐社区、居安社区、工商社区、育才社区、宏声社区、嘉鹏社区、公园社区、大井社区、福星社区、福临社区、前进村、向阳村、东山村、上台村和后小屯村。
2023年3月17日行政区划调整后，下辖民乐、西城、光明、新风、育才5个社区和东山、向阳2个行政村。